# Petro Szoturma
Petro Mykołajowycz Szoturma, ukr. Петро Миколайович Шотурма (ur. 27 czerwca 1992 w Iwano-Frankowsku) – ukraiński futsalista, grający na pozycji pomocnika w klubie Urahan Iwano-Frankiwsk.

## Kariera piłkarska
Wychowanek klubów Siguena FS i Szkoły Sportowej nr 3 w Iwano-Frankowsku. W 2008 rozpoczął karierę piłkarską w futsalowym klubie Urahan Iwano-Frankiwsk. W sezonie 2014/15 występował w rosyjskim KPRF Moskwa. W lipcu 2015 został zawodnikiem Łokomotywu Charków. Latem 2016 wrócił do Urahanu Iwano-Frankiwsk. Po dwóch latach przeniósł się do Prodeximu Chersoń. Po rozwiązaniu klubu powrócił w 2022 do 
Urahanu.

## Kariera reprezentacyjna
W 2010 występował w młodzieżowej reprezentacji Ukrainy. Również w 2010 zadebiutował w narodowej reprezentacji Ukrainy. W 2014 rozegrał 6 meczów w składzie studenckiej reprezentacji Ukrainy.

## Sukcesy i odznaczenia

### Sukcesy piłkarskie
reprezentacja Ukrainy
- uczestnik mistrzostw świata: 2012
- uczestnik mistrzostw Europy: 2012, 2014, 2018

Urahan Iwano-Frankiwsk
- mistrz Ukrainy: 2010/11
- wicemistrz Ukrainy: 2012/13, 2022/23
- brązowy medalista mistrzostw Ukrainy: 2011/12, 2013/14
- zdobywca Pucharu Ukrainy: 2023/24
- finalista Pucharu Ukrainy: 2017/18
- zdobywca Superpucharu Ukrainy: 2011

MFK Łokomotyw Charków
- wicemistrz Ukrainy: 2015/16
- zdobywca Pucharu Ukrainy: 2015/16

Prodexim Chersoń
- mistrz Ukrainy: 2018/19, 2019/20
- wicemistrz Ukrainy: 2020/21
- zdobywca Pucharu Ukrainy: 2020/21
- finalista Pucharu Ukrainy: 2018/19
- zdobywca Superpucharu Ukrainy: 2021
- finalista Pucharu Ligi Ukrainy: 2018
- zwycięzca turnieju Lviv Open Cup: 2019

### Sukcesy indywidualne
- najlepszy futsalista roku na Ukrainie (2): 2018, 2020
- najlepszy zawodnik Ekstra-lihi (2): 2018/19, 2019/20
- król strzelców Ligi Mistrzów UEFA: 2020/21
- wybrany do składu symbolicznej drużyny na Euro 2018
- znalazł się w pierwszej piątce zawodników powołanych w ciągu roku do reprezentacji Ukrainy: 2022
- wybrany na listę najlepszych zawodników roku według portalu futsalowego "5x5": 2019
- wielokrotnie wybierany na listę 15 oraz 18 najlepszych futsalistów Ukrainy
- tytuł Mistrza Sportu Ukrainy